# Recovery: Live!
Recovery: Live! è il primo album dal vivo del gruppo musicale statunitense Great White, pubblicato originariamente nel 1987. Venne distribuito in varie edizioni, con modifiche nella copertina e nella lista tracce. L'edizione statunitense include 5 cover registrate nel 1986, insieme a 5 canzoni eseguite dal vivo durante un concerto del 1983. La versione pubblicata su CD presenta come tracce bonus l'intero contenuto dell'EP Out of the Night. L'edizione europea sostituisce gli ultimi brani con 5 canzoni provenienti da Live at Marquee (distribuito poi come disco bonus dell'edizione limitata dell'album ...Twice Shy). L'edizione giapponese è invece un ibrido e include cinque tracce della versione statunitense, due tracce del disco promozionale Live at The Ritz e cinque tracce registrate in studio provenienti dagli album Shot in the Dark e Once Bitten.

## Tracce
Edizione statunitense
1. Immigrant Song
2. Rock and Roll
3. Money (That's What I Want)
4. Red House
5. I Don't Need No Doctor
6. Hard and Cold
7. Substitute
8. Street Killer
9. Bad Boys
10. Stick It

Edizione europea
1. Immigrant Song
2. Rock and Roll
3. Money (That's What I Want)
4. Red House
5. I Don't Need No Doctor
6. Shot in the Dark
7. What Do You Do
8. Gonna Getcha
9. Money (That's What I Want)
10. All Over Now

Edizione giapponese
1. Hard and Cold (edizione statunitense)
2. Substitute (edizione statunitense)
3. Street Killer (edizione statunitense)
4. Money (That's What I Want) (edizione statunitense/europea)
5. Red House (edizione statunitense/europea)
6. Shot in the Dark (studio)
7. Gonna Getcha (studio)
8. Run Away (studio)
9. Since I've Been Loving You (dal disco promozionale Live at The Ritz)
10. Face the Day (Extended Version) (dal disco promozionale Live at The Ritz)
11. All Over Now (studio)
12. Rock Me (studio)

## Formazione
- Jack Russell – voce
- Mark Kendall – chitarre, cori
- Lorne Black – basso
- Audie Desbrow – batteria
- Gary Holland – batteria (concerto del 1983)